# Tobias Geisser
Tobias Geisser (* 13. Februar 1999 in Stans) ist ein Schweizer Eishockeyspieler, der seit Juni 2022 erneut beim EV Zug in der Schweizer National League unter Vertrag steht und dort auf der Position des Verteidigers spielt.

## Karriere
Geisser kam über den EHC Engelberg-Titlis und Luzern 2012 in die Nachwuchsabteilung des EV Zug. Der Nidwaldner wurde dort Juniorennationalspieler und gab im Spieljahr 2016/17 unter Trainer Harold Kreis seinen Einstand in der National League A. Beim NHL Entry Draft 2017 sicherten sich die Washington Capitals in der vierten Auswahlrunde an insgesamt 120. Stelle die Rechte an dem Abwehrspieler.
Im März 2018 statteten ihn die Capitals mit einem Einstiegsvertrag aus. Anschliessend verbrachte er die Spielzeit 2018/19 beim Farmteam der Capitals, den Hershey Bears aus der American Hockey League (AHL), ehe er nach sieben Partien der Saison 2019/20 im Dezember 2019 auf Leihbasis zum EV Zug zurückkehrte. Mit dem EVZ gewann er 2021 die Schweizer Meisterschaft, ehe er zur Saison 2021/22 zu den Hershey Bears zurückkehrte. Zur Spielzeit 2022/23 folgte abermals die Rückkehr nach Zug; beim Schweizer Meister unterzeichnete der Verteidiger einen Dreijahresvertrag.

## Erfolge und Auszeichnungen
- 2021 Schweizer Meister mit dem EV Zug

## Karrierestatistik
Stand: Ende der Saison 2024/25

### International
Vertrat die Schweiz bei:
| - Europäisches Olympisches Winter-Jugendfestival 2015 - Ivan Hlinka Memorial Tournament 2015 - U18-Junioren-Weltmeisterschaft 2016 - Ivan Hlinka Memorial Tournament 2016 - U18-Junioren-Weltmeisterschaft 2017 | - U20-Junioren-Weltmeisterschaft 2018 - Weltmeisterschaft 2021 - Weltmeisterschaft 2022 - Weltmeisterschaft 2023 |

(Legende zur Spielerstatistik: Sp oder GP = absolvierte Spiele; T oder G = erzielte Tore; V oder A = erzielte Assists; Pkt oder Pts = erzielte Scorerpunkte; SM oder PIM = erhaltene Strafminuten; +/− = Plus/Minus-Bilanz; PP = erzielte Überzahltore; SH = erzielte Unterzahltore; GW = erzielte Siegtore; 1 Play-downs/Relegation; Kursiv: Statistik nicht vollständig)